# ホット・ネプチューン

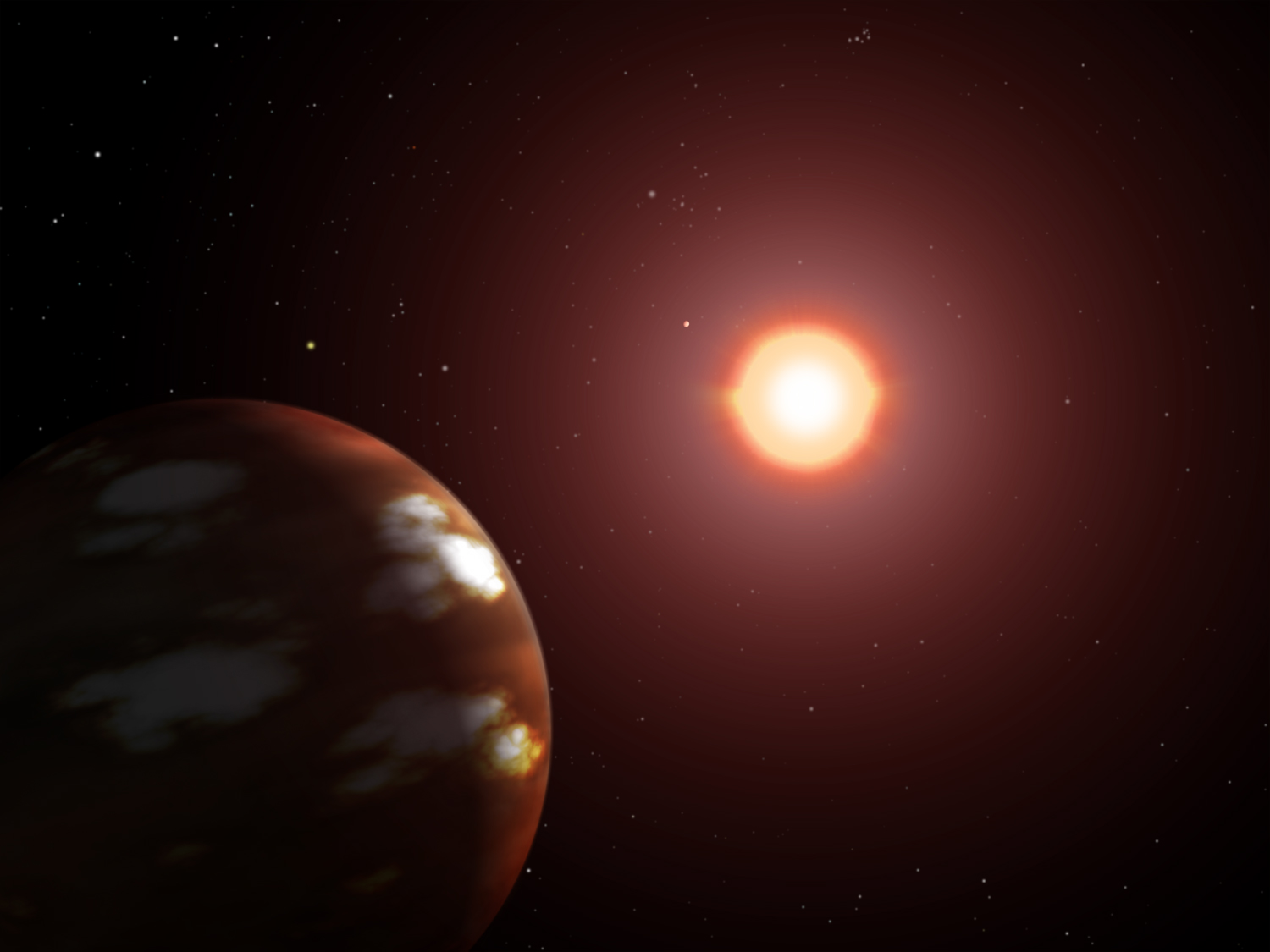
グリーゼ436bの想像図

ホット・ネプチューン (Hot Neptune) 、ホットネプチューンまたは熱い海王星（あついかいおうせい）は、太陽系外惑星の分類の1つ。軌道長半径0.1天文単位以下と恒星に非常に近い軌道を持ち、20地球質量以下の質量の天王星や海王星程度の太陽系外惑星の呼び名として使われる。近年の観測によって、以前考えられていたよりも多くのホット・ネプチューンが存在することが明らかになった。最初に発見されたホット・ネプチューン候補惑星は、2004年にドップラー分光法によって発見されたさいだん座μ星c(HD 160691 c)である。惑星の質量や半径が判明し、確実にホット・ネプチューンであると確認された初めての例は、2007年に発見されたグリーゼ436bである。

## 特徴
ホット・ネプチューンがどの様に形成されたのかについては諸説あり、現在も研究が続いている。大きく分けると、原始惑星系円盤の遠方で形成された後に円盤内を内側へ移動して主星の付近まで到達したという説と、現在の主星付近の軌道で形成されたという説が存在する。どちらの形成過程を経たかによって、惑星の性質は異なると考えられる。より低温の遠方で形成された後に移動してきた場合、惑星は氷やその他の揮発性物質を多く含んだ組成になることが予想される。一方でその場で形成された場合、温度が高いため惑星の主要な成分は難揮発性物質であると予想される。ただしいずれの形成過程であったとしても、ホット・ネプチューンは質量の大部分は水素とヘリウムを主体としたガスで占められている。

## 主なホット・ネプチューン
- グリーゼ581b
- グリーゼ436b
- HAT-P-11b